# Eduardo De Filippo
Eduardo De Filippo (Nápoles, 24 de maio de 1900 — Roma, 31 de outubro de 1984) foi um comediógrafo, ator, dramaturgo e cineasta italiano.

## Filmografia como ator
- Tre uomini in frac (1932)
- Il cappello a tre punte (1934)
- Quei due (1935)
- Sono stato io (1937)
- L'amor mio non muore (1938)
- Il marchese di Ruvolito (1939)
- In campagna è caduta una stella (1939)
- Il sogno di tutti (1941)
- A che servono questi quattrini? (1942)
- Non ti pago! (1942)
- Casanova farebbe così! (1942) de Carlo Ludovico Bragaglia
- Il fidanzato di mia moglie (1943)
- Non mi muovo! (1943)
- La vita ricomincia (1945)
- Uno tra la folla (1946) de Ennio Cerlesi
- Assunta Spina (1948) de Mario Mattoli com Anna Magnani
- Campane a martello (1949)
- Filumena Marturano (1951)
- Cameriera bella presenza offresi (1951) de Giorgio Pastina
- Cinque poveri in automobile (1952)
- Le ragazze di Piazza di Spagna (1952)
- Marito e moglie (1952)
- Ragazze da marito (1952)
- I sette peccati capitali (1952), (episódio Avarizia e ira)
- Cento anni d'amore (1953) de Lionello De Felice
- Napoletani a Milano (1953)
- Traviata '53 (1953)
- Villa Borghese (1953)
- L'oro di Napoli (1954)
- Tempi nostri (1954) de Alessandro Blasetti
- Cortile (1955)
- Fortunella (1958)
- Raw Wind in Eden (1958) de Richard Wilson
- Ferdinando I, re di Napoli (1959)
- Tutti a casa (1960)
- Fantasmi a Roma (1960)

## Filmografia como director
- In campagna è caduta una stella (1939)
- Ti conosco, mascherina! (1944)
- Napoli milionaria (1950)
- Filumena Marturano (1951)
- Marito e moglie (1952)
- Ragazze da marito (1952)
- I sette peccati capitali (1952), (episodio Avarizia e ira)
- Napoletani a Milano (1953)
- Questi fantasmi (1954)
- Fortunella (1958)
- Sogno di una notte di mezza sbornia TV (1959)
- Oggi, domani, dopodomani (1965)
- Spara forte, più forte... non capisco! (1966)